# ایندی‌فلیکس
ایندی‌فلیکس (به انگلیسی: IndieFlix Group, Inc) یک شرکت سرگرمی آمریکایی است. سرویس پخش آن در اپل‌ تی‌وی، آمازون فایر تی‌وی ، روکو و کنسول‌های ایکس‌باکس و دستگاه‌های متصل به اینترنت از جمله تلفن‌های هوشمند، تلویزیون‌های هوشمند و تبلت‌ها در دسترس است.